# Eduard Rius i Pey
Eduard Rius i Pey   (Tarragona, 13 d'abril de 1953 - 11 de desembre de 2023) va ser un metge i polític català, diputat al Parlament de Catalunya en la V Legislatura 

## Biografia
Es va llicenciar en medicina i cirurgia per la Universitat de Barcelona i era especialitzat en Medicina Interna i Nefrologia. Fins a 1988 fou metge adjunt de Nefrologia a l'Hospital de Sant Pau i Santa Tecla de Tarragona.
Militant de CDC des de 1983, de 1988 a 1993 va ser delegat territorial del Departament de Sanitat i Seguretat Social de la Generalitat de Catalunya a la demarcació de Tarragona i de 1994 a 1996, director de l'Àrea Sanitària del Servei Català de la Salut.
Fou nomenat conseller de Sanitat de la Generalitat de Catalunya de 1996 a 2002 i elegit diputat a les eleccions al Parlament de Catalunya de 1999 per CiU. El 2003 fou nomenat cap de la Fundació Ramon Trias Fargas i posteriorment va ser director general d'Acciona Servicios Hospitalarios.